# Alfonso Arau

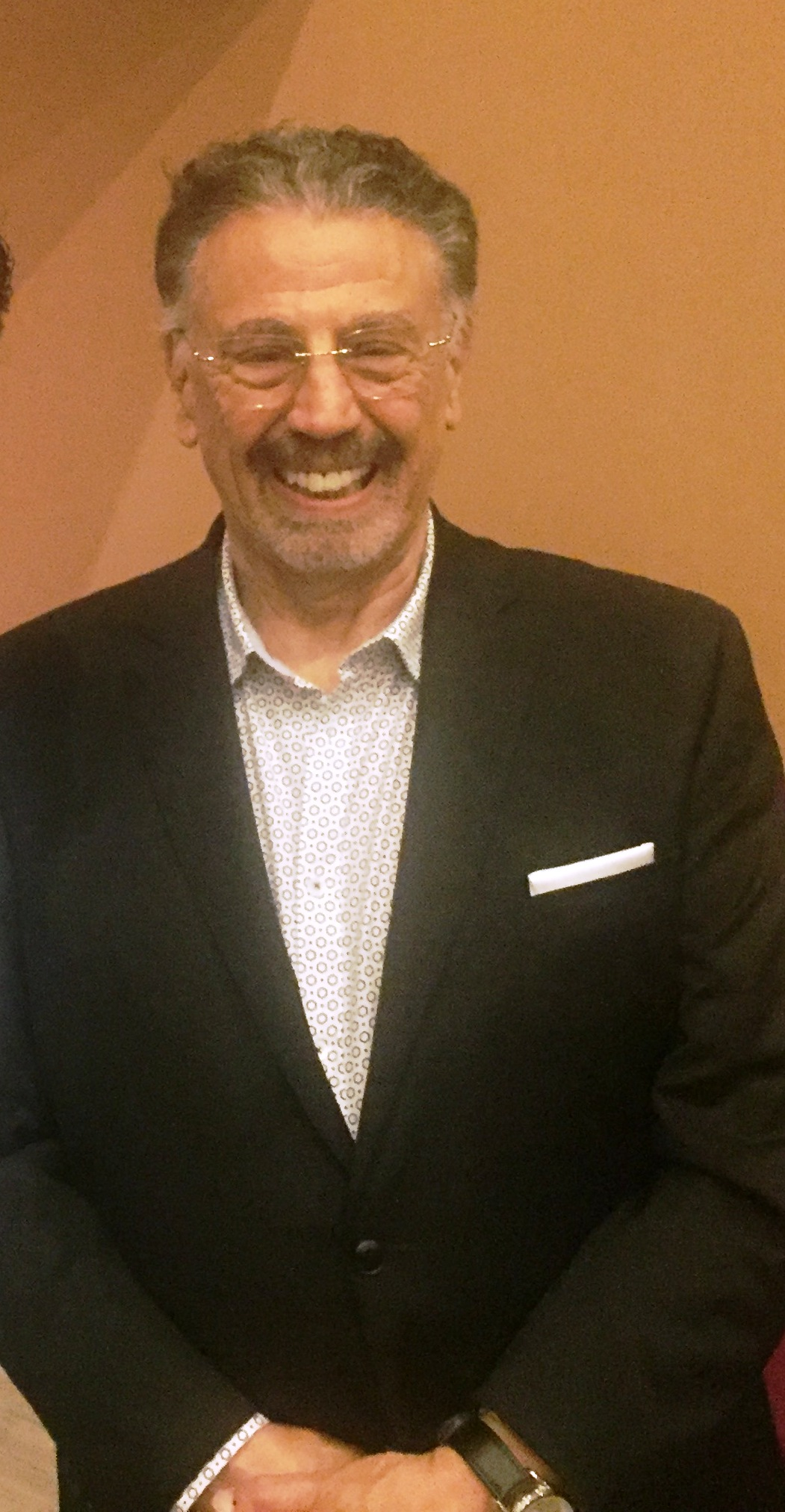
Alfonso Arau, 2016

Alfonso Arau (* 11. Januar 1932 in Mexiko-Stadt) ist ein mexikanischer Schauspieler, Filmproduzent und Regisseur.
Arau gilt als einer der erfolgreichsten zeitgenössischen Cineasten Mexikos, sowohl vor als auch hinter der Kamera. Nach seiner Ausbildung unter Seki Sano sowie Étienne Decroux und Jacques Lecoq in Paris zog er 1964 bis 1968 mit der Pantomimenshow Happy Madness durch die Welt.
In seinem ersten Film El águila descalza (englisch: The Barefoot Eagle, auf Deutsch etwa: „Der barfüßige Adler“) von 1969 war er als Schauspieler und als Regisseur aktiv. In Deutschland wurde er durch die Verfilmung von Laura Esquivels Roman Como agua para chocolate von 1994 bekannt. Seine bislang letzte Produktion Zapata (2004) stieß auf sehr unterschiedliche Bewertungen der Kritik.

## Filmografie
Regie, Auswahl
- 1969: El águila descalza
- 1981: Mojado Power
- 1986: Chido Guan, el tacos de oro
- 1994: Bittersüße Schokolade (Como agua para chocolate)
- 1995: Dem Himmel so nah (Un paseo por las nubes/A walk in the clouds)
- 2000: Ich hab doch nur meine Frau zerlegt (Picking up the pieces)
- 2004: Zapata: El sueño de un héroe
- 2010: The Trick in the Sheet

Schauspieler
- 1962: … und deine Liebe auch
- 1969: The Wild Bunch – Sie kannten kein Gesetz (The Wild Bunch)
- 1970: El Topo
- 1971: Cowboy John – Der letzte Held im wilden Westen (Scandalous John)
- 1975: Männer des Gesetzes (Posse)
- 1979: Mojado Power
- 1984: Auf der Jagd nach dem grünen Diamanten (Romancing the Stone)
- 1986: ¡Drei Amigos! (¡Three Amigos!)
- 1987: Walker
- 1987: Miami Vice Familienbande (Staffel 4)
- 2017: Coco – Lebendiger als das Leben! (Coco, Stimme)